# Rasa superioară

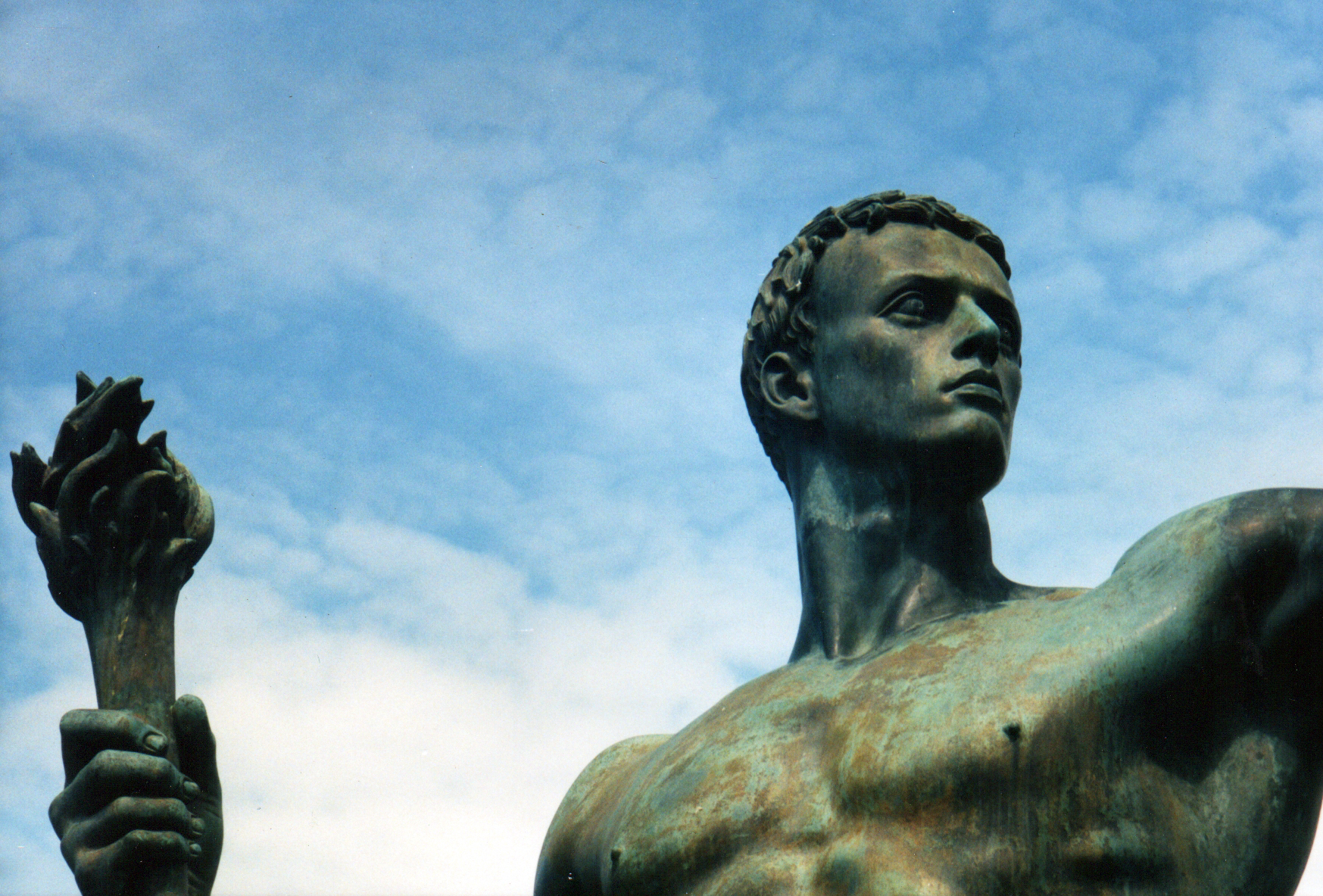
Sculptura neoclasică a lui Arno Breker Die Partei (Partidul) realizată în 1939 întrupa ceea ce naziștii numeau trăsăturile rasiale plăcute ale nordicilor.

Rasa superioară (în germană Herrenrasse sau  Herrenvolk (ajutor·info)) este un concept din ideologia nazistă în care așa-numita rasă nordică⁠(d) sau ariană - formată din germani și alte popoare nordice europene - este considerată superioară celorlalte rase existente. Membrii acestei rase erau caracterizați drept Herrenmenschen.
Teoreticianul nazist Alfred Rosenberg considera rasa nordică ca fiind urmașă a proto-indo-europenilor care ar fi ocupat câmpia germano-poloneză în preistorie și a căror origine se regăsește pe continentul pierdut al Atlantidei. Naziștii au susținut că nordicii (astăzi denumiți popoare germanice) sau arianii sunt superiori celorlalte rase și prin urmare au dreptul să-și extindă teritoriile. Acest concept are denumirea de nordicism. Ca urmare a implementării acestei politici, au apărut certificatele de arian (în germană Ariernachweis). Documentul care trebuia să fie în posesia tuturor cetățenilor germani conform legii era așa-numitul Kleiner Ariernachweis. Acesta putea fi obținut printr-un Ahnenpass - document prin care proprietarul își verifica arborele genealogic pentru a demonstra că toți străbunicii săi erau de „origine ariană”.
Slavii, romii și evreii erau definiți drept inferiori din punct de vedere rasial și nonariani untermenschen , fiind considerați un pericol pentru rasa superioară germanică. Conform planului foametei și Generalplan Ost, popoarele slave urmau să fie strămutate din Europa Centrală prin expulzare, subjugare, înfometare și exterminare, singura excepție fiind cei cu origini germanice. Aceștia din urmă trebuiau să treacă printr-un proces de germanizare.